# 칠레 대통령
칠레 공화국의 대통령(스페인어: Presidente de la República de Chile)은 칠레의 국가원수이다. 대통령은 국가원수이자 행정부의 수반 지위를 가지며 국민투표에 의해 직선으로 선출된다. 후보의 연령은 35세 이상으로 제한되어 있으며, 입후보자가 2명 이상이고 유효투표의 과반수 득표자가 없을 경우, 상위 득표자 2명을 대상으로 결선투표를 실시한다.
초대 대통령은 1826년 대통령과 부통령 대행을 선출하는 선거에서 선출된 마누엘 블랑코 엔칼라다가 추대되며, 정식 임기를 시작한 최초 대통령은 1827년 대선을 통해 취임한 라몬 프레이레이다.
과거 대통령 임기는 5년이였으나, 중도에 6년 단임제로 개정하였으며, 1980년 9월 11일 실시된 헌법 개정 국민투표에서 대통령 임기를 8년으로 하며 초대 민선 대통령은 4년, 이후로는 다시 8년으로 규정하는 안이 통과되어 임기가 수정되었다. 1994년 2월 개헌을 통해 6년 단임제로 단축했으나, 2005년 9월 헌법개정으로 연임이 금지되나 중임이 가능한 4년의 임기로 다시 수정하였다.

## 칠레의 대통령 목록
| 순                                                               | 대   | 사진             | 이름                                                                               | 임기             | 임기                           | 선거                                    | 정당             |
| ---------------------------------------------------------------- | ---- | ---------------- | ---------------------------------------------------------------------------------- | ---------------- | ------------------------------ | --------------------------------------- | ---------------- |
| 1                                                                | -    |                  | 마누엘 블랑코 엔칼라다 (1790.4.21 ~ 1876.9.5) Manuel Blanco Encalada               | 1826년 7월 9일   | 1826년 9월 9일                 | 1826년 대선 - 57.89% 22표 (대통령 대행) | 무소속           |
| -                                                                | 대행 |                  | 아구스틴 에이사기레 (1768.5.3 ~ 1837.7.19) Agustín de Eyzaguirre                   | 1826년 9월 9일   | 1827년 1월 25일                | 1826년 대선 - 57.89% 22표 (부통령 대행) | 무소속           |
| -                                                                | -    |                  | 라몬 프레이레 (1827.11.29 ~ 1851.12.9) Ramón Freire                                | 1827년 1월 25일  | 1827년 2월 15일                | 임시 대통령                             | 피피올로당       |
| 2                                                                | 1    | 1827년 2월 15일  | 라몬 프레이레 (1827.11.29 ~ 1851.12.9) Ramón Freire                                | 1827년 5월 8일   | 1827년 대선 - 77.08% 37표      |                                         | 피피올로당       |
| -                                                                | 대행 |                  | 프란시스코 안토니오 핀토 (1785.7.23 ~ 1858.7.18) Francisco Antonio Pinto           | 1827년 5월 8일   | 1829년 7월 16일                | 부통령                                  | 피피올로당       |
| -                                                                | 대행 |                  | 프란시스코 라몬 비쿠냐 (1775.9.9 ~ 1849.1.13) Francisco Ramón Vicuña               | 1829년 7월 16일  | 1829년 10월 19일               | 대통령 위임                             | 피피올로당       |
| 3                                                                | 2    |                  | 프란시스코 안토니오 핀토 (1785.7.23 ~ 1858.7.18) Francisco Antonio Pinto           | 1829년 10월 19일 | 1829년 11월 2일                | 1829년 대선 - 30.26% 118표              | 피피올로당       |
| -                                                                | 대행 |                  | 프란시스코 라몬 비쿠냐 (1775.9.9 ~ 1849.1.13) Francisco Ramón Vicuña               | 1829년 11월 2일  | 1829년 11월 7일                | 부통령                                  | 피피올로당       |
| -                                                                | -    |                  | 라몬 프레이레 (1827.11.29 ~ 1851.12.9) Ramón Freire                                | 1829년 11월 7일  | 1829년 11월 8일                | 군사 평의회 의장                        | 피피올로당       |
| -                                                                | 대행 |                  | 프란시스코 라몬 비쿠냐 (1775.9.9 ~ 1849.1.13) Francisco Ramón Vicuña               | 1829년 11월 8일  | 1829년 12월 7일                | 부통령                                  | 피피올로당       |
| 남북전쟁으로 국가 원수 공석 (1829년 12월 7일 ~ 1829년 12월 24일) |      |                  |                                                                                    |                  |                                |                                         |                  |
| -                                                                | -    |                  | 호세 토마스 오바예 (1787.12.21 ~ 1831.3.21) José Tomás Ovalle                      | 1829년 12월 24일 | 1830년 2월 18일                | 군사 평의회 의장                        | 펠루콘당         |
| -                                                                | -    |                  | 프란시스코 루이스 타글레 (1790 ~ 1860.3.23) Francisco Ruiz-Tagle                   | 1830년 2월 18일  | 1830년 4월 1일                 | 임시 대통령                             | 펠루콘당         |
| -                                                                | 대행 |                  | 호세 토마스 오바예 (1787.12.21 ~ 1831.3.21) José Tomás Ovalle                      | 1830년 4월 1일   | 1831년 3월 21일                | 임시 부통령                             | 펠루콘당         |
| -                                                                | 대행 |                  | 페르난도 에라수리스 (1777.1.1 ~ 1841.8.16) Fernando Errázuriz                      | 1831년 3월 21일  | 1831년 9월 18일                | 임시 부통령                             | 펠루콘당         |
| 4                                                                | 3    |                  | 호세 호아킨 프리에토 (1786.8.20 ~ 1854.11.22) José Joaquín Prieto                  | 1831년 9월 18일  | 1836년 9월 18일                | 1831년 대선 - 50% 207표                 | 펠루콘당         |
| 4                                                                | 4    | 1836년 9월 18일  | 호세 호아킨 프리에토 (1786.8.20 ~ 1854.11.22) José Joaquín Prieto                  | 1841년 9월 18일  | 1836년 대선 - 91.08% 143표     |                                         | 펠루콘당         |
| 5                                                                | 5    |                  | 마누엘 불네스 (1799.12.25 ~ 1866.10.18) Manuel Bulnes                              | 1841년 9월 18일  | 1846년 9월 18일                | 1841년 대선 - 93.9% 154표               | 펠루콘당         |
| 5                                                                | 6    | 1846년 9월 18일  | 마누엘 불네스 (1799.12.25 ~ 1866.10.18) Manuel Bulnes                              | 1851년 9월 18일  | 1846년 대선 - 100% 164표       |                                         | 펠루콘당         |
| 6                                                                | 7    |                  | 마누엘 몬트 (1809.9.4 ~ 1880.9.21) Manuel Montt                                    | 1851년 9월 18일  | 1856년 9월 18일                | 1851년 대선 - 81.48% 132표              | 펠루콘당         |
| 6                                                                | 8    | 1856년 9월 18일  | 마누엘 몬트 (1809.9.4 ~ 1880.9.21) Manuel Montt                                    | 1861년 9월 18일  | 1856년 대선 - 99.04% 207표     | 국민당                                  |                  |
| 7                                                                | 9    |                  | 호세 호아킨 페레스 (1801.5.6 ~ 1899.7.1) José Joaquín Pérez                        | 1861년 9월 18일  | 1866년 9월 18일                | 1861년 대선 - 100% 214표                | 국민당           |
| 7                                                                | 10   | 1866년 9월 18일  | 호세 호아킨 페레스 (1801.5.6 ~ 1899.7.1) José Joaquín Pérez                        | 1871년 9월 18일  | 1866년 대선 - 88.02% 191표     |                                         | 국민당           |
| 8                                                                | 11   |                  | 페데리코 에라수리스 사냐르투 (1825.4.25 ~ 1877.7.20) Federico Errázuriz Zañartu    | 1871년 9월 18일  | 1876년 9월 18일                | 1871년 대선 - 79.30% 226표              | 자유당           |
| 9                                                                | 12   |                  | 아니발 핀토 (1825.3.15 ~ 1884.6.9) Aníbal Pinto                                    | 1876년 9월 18일  | 1881년 9월 18일                | 1876년 대선 - 100% 293표                | 자유당           |
| 10                                                               | 13   |                  | 도밍고 산타 마리아 (1825.8.4 ~ 1889.7.18) Domingo Santa María                      | 1881년 9월 18일  | 1886년 9월 18일                | 1881년 대선 - 95.51% 293표              | 자유당           |
| 11                                                               | 14   |                  | 호세 마누엘 발마세다 (1840.7.19 ~ 1891.9.18) José Manuel Balmaceda                 | 1886년 9월 18일  | 1891년 8월 29일                | 1886년 대선 - 98.18% 324표              | 자유당           |
| -                                                                | -    |                  | 마누엘 바케다노 (1823.1.1 ~ 1897.9.30) Manuel Baquedano                            | 1891년 8월 29일  | 1891년 8월 31일                | 임시 정부 수반                          |                  |
| -                                                                | -    |                  | 호르헤 몬트 (1845.4.26 ~ 1922.10.8) Jorge Montt                                    | 1891년 8월 31일  | 1891년 11월 10일               | 1891년 의회 지명 (군사 평의회 의장)     | 무소속           |
| -                                                                | -    | 1891년 11월 10일 | 호르헤 몬트 (1845.4.26 ~ 1922.10.8) Jorge Montt                                    | 1891년 12월 26일 | 행정 수반                      |                                         | 무소속           |
| 12                                                               | 15   | 1891년 12월 26일 | 호르헤 몬트 (1845.4.26 ~ 1922.10.8) Jorge Montt                                    | 1896년 9월 18일  | 1891년 대선 - 100% 255표       |                                         | 무소속           |
| 13                                                               | 16   |                  | 페데리코 에라수리스 에차우렌 (1850.11.16 ~ 1901.7.12) Federico Errázuriz Echaurren | 1896년 9월 18일  | 1901년 7월 12일                | 1896년 대선 - 50.55% 137표              | 자유당           |
| -                                                                | 대행 |                  | 아니발 사냐르투 (1847 ~ 1902.2.1) Aníbal Zañartu                                   | 1901년 7월 12일  | 1901년 9월 18일                | 부통령                                  | 자유당           |
| 14                                                               | 17   |                  | 헤르만 리에스코 (1854.5.28 ~ 1916.12.8) Germán Riesco                              | 1901년 9월 18일  | 1906년 9월 18일                | 1901년 대선 - 68.91% 184표              | 자유당           |
| 15                                                               | 18   |                  | 페드로 몬트 (1849.6.29 ~ 1910.8.16) Pedro Montt                                    | 1906년 9월 18일  | 1910년 8월 16일                | 1906년 대선 - 62.6% 164표               | 국민당           |
| -                                                                | 대행 |                  | 엘리아스 페르난데스 (1845 ~ 1910.9.6) Elías Fernández                              | 1910년 8월 16일  | 1910년 9월 6일                 | 부통령                                  | 국민당           |
| -                                                                | 대행 |                  | 에밀리아노 피게로아 (1866.7.12 ~ 1931.5.15) Emiliano Figueroa                      | 1910년 9월 6일   | 1910년 12월 23일               | 부통령                                  | 자유민주당       |
| 16                                                               | 19   |                  | 라몬 바로스 루코 (1835.6.9 ~ 1919.9.20) Ramón Barros Luco                          | 1910년 12월 23일 | 1915년 12월 23일               | 1910년 대선 - 100% 268표                | 자유당           |
| 17                                                               | 20   |                  | 후안 루이스 산푸엔테스 (1858.12.27 ~ 1930.7.16) Juan Luis Sanfuentes               | 1915년 12월 23일 | 1920년 12월 23일               | 1915년 대선 - 50.14% 174표              | 자유민주당       |
| 18                                                               | 21   |                  | 아르투로 알레산드리 (1868.12.20 ~ 1950.8.24) Arturo Alessandri                     | 1920년 12월 23일 | 1924년 9월 12일                | 1920년 대선 - 50.56% 179표              | 자유당           |
| -                                                                | -    |                  | 루이스 알타미라노 (1867.7.5 ~ 1938.7.25) Luis Altamirano                           | 1924년 9월 12일  | 1925년 1월 23일                | 1924년 군사 쿠데타 (군사 평의회 의장)   | 무소속           |
| -                                                                | -    |                  | 페드로 파블로 다르트넬 (1873.12.24 ~ 1944.9.26) Pedro Pablo Dartnell               | 1925년 1월 23일  | 1925년 1월 27일                | 군사 평의회 의장                        | 무소속           |
| -                                                                | -    |                  | 에밀리오 베요 (1868 ~ 1941) Emilio Bello                                           | 1925년 1월 27일  | 1925년 3월 12일                | 군사 평의회 의장                        | 자유민주당       |
| 18                                                               | 21   |                  | 아르투로 알레산드리 (1868.12.20 ~ 1950.8.24) Arturo Alessandri                     | 1925년 3월 12일  | 1925년 10월 1일                | 대통령 복귀                             | 자유당           |
| -                                                                | 대행 |                  | 루이스 바로스 보르고뇨 (1858.3.26 ~ 1943.7.26) Luis Barros Borgoño                 | 1925년 10월 1일  | 1925년 12월 23일               | 부통령                                  | 자유당           |
| 19                                                               | 22   |                  | 에밀리아노 피게로아 (1866.7.12 ~ 1931.5.15) Emiliano Figueroa                      | 1925년 12월 23일 | 1927년 5월 10일                | 1925년 대선 - 71.53% 186,187표          | 자유민주당       |
| -                                                                | 대행 |                  | 카를로스 이바녜스 델 캄포 (1877.11.3 ~ 1960.4.28) Carlos Ibáñez del Campo          | 1927년 5월 10일  | 1927년 7월 21일                | 1927년 군사 쿠데타 (부통령)             | 무소속           |
| 20                                                               | 23   | 1927년 7월 21일  | 카를로스 이바녜스 델 캄포 (1877.11.3 ~ 1960.4.28) Carlos Ibáñez del Campo          | 1931년 7월 26일  | 1927년 대선 - 100% 223,741표   |                                         | 무소속           |
| -                                                                | 대행 |                  | 페드로 오파소 레텔리에르 (1876.7.20 ~ 1957.4.9) Pedro Opaso Letelier               | 1931년 7월 26일  | 1931년 7월 27일                | 부통령                                  | 자유민주당       |
| -                                                                | 대행 |                  | 후안 에스테반 몬테로 (1879.2.12 ~ 1948.2.25) Juan Esteban Montero                  | 1931년 7월 27일  | 1931년 9월 3일                 | 부통령                                  | 급진당           |
| -                                                                | 대행 |                  | 마누엘 트루코 (1875.3.18 ~ 1954.10.25) Manuel Trucco                               | 1931년 9월 3일   | 1931년 11월 15일               | 부통령                                  | 급진당           |
| -                                                                | 대행 |                  | 후안 에스테반 몬테로 (1879.2.12 ~ 1948.2.25) Juan Esteban Montero                  | 1931년 11월 15일 | 1931년 12월 4일                | 부통령                                  | 급진당           |
| 21                                                               | 24   | 1931년 12월 4일  | 후안 에스테반 몬테로 (1879.2.12 ~ 1948.2.25) Juan Esteban Montero                  | 1932년 6월 4일   | 1931년 대선 - 63.93% 182,177표 |                                         | 급진당           |
| -                                                                | -    |                  | 아르투로 푸하 (1879 ~ 1970) Arturo Puga                                            | 1932년 6월 4일   | 1932년 6월 16일                | 사회주의 공화국 군사 평의회 의장        | 사회주의 공화국  |
| -                                                                | -    |                  | 카를로스 다빌라 (1887.9.15 ~ 1955.10.19) Carlos Dávila                             | 1932년 6월 16일  | 1932년 7월 8일                 | 사회주의 공화국 군사 평의회 의장        | 사회주의 공화국  |
| -                                                                | -    | 1932년 7월 8일   | 카를로스 다빌라 (1887.9.15 ~ 1955.10.19) Carlos Dávila                             | 1932년 9월 13일  | 사회주의 공화국 임시 대통령    |                                         | 사회주의 공화국  |
| -                                                                | -    |                  | 바르톨로메 블란체 (1879.6.6 ~ 1970.6.10) Bartolomé Blanche                         | 1932년 9월 13일  | 1932년 10월 2일                | 임시 대통령                             | 무소속           |
| -                                                                | 대행 |                  | Abraham Oyanedel (1874.5.25 ~ 1954.1.28) Abraham Oyanedel                          | 1932년 10월 2일  | 1932년 12월 24일               | 부통령                                  | 무소속           |
| 22                                                               | 25   |                  | 아르투로 알레산드리 (1868.12.20 ~ 1950.8.24) Arturo Alessandri                     | 1932년 12월 24일 | 1938년 12월 24일               | 1932년 대선 - 54.79% 187,914표          | 자유당           |
| 23                                                               | 26   |                  | 페드로 아기레 세르다 (1879.2.6 ~ 1941.11.25) Pedro Aguirre Cerda                   | 1938년 12월 24일 | 1941년 11월 25일               | 1938년 대선 - 51.29% 227,720표          | 급진당           |
| -                                                                | 대행 |                  | 헤로니모 멘데스 (1887.9.25 ~ 1959.6.14) Jerónimo Méndez                            | 1941년 11월 25일 | 1942년 4월 2일                 | 부통령                                  | 급진당           |
| 24                                                               | 27   |                  | 후안 안토니오 리오스 (1888.11.10 ~ 1946.6.27) Juan Antonio Ríos                    | 1942년 4월 2일   | 1946년 6월 27일                | 1942년 대선 - 55.96% 260,034표          | 급진당           |
| -                                                                | 대행 |                  | 알프레도 두알데 (1898.6.30 ~ 1985.4.10) Alfredo Duhalde                            | 1946년 6월 27일  | 1946년 8월 3일                 | 부통령                                  | 급진당           |
| -                                                                | 대행 |                  | 비센테 메리노 (1889 ~ 1977) Vicente Merino                                         | 1946년 8월 3일   | 1946년 8월 13일                | 부통령                                  | 무소속           |
| -                                                                | 대행 |                  | 알프레도 두알데 (1898.6.30 ~ 1985.4.10) Alfredo Duhalde                            | 1946년 8월 13일  | 1946년 10월 17일               | 부통령                                  | 급진당           |
| -                                                                | 대행 |                  | 후안 안토니오 이리바렌 (1885.5.7 ~ 1966) Juan Antonio Iribarren                    | 1946년 10월 17일 | 1946년 11월 3일                | 부통령                                  | 급진당           |
| 25                                                               | 28   |                  | 가브리엘 곤살레스 비델라 (1898.11.22 ~ 1980.8.22) Gabriel González Videla          | 1946년 11월 3일  | 1952년 11월 3일                | 1946년 대선 - 40.23% 192,207표          | 급진당           |
| 26                                                               | 29   |                  | 카를로스 이바녜스 델 캄포 (1877.11.3 ~ 1960.4.28) Carlos Ibáñez del Campo          | 1952년 11월 3일  | 1958년 11월 3일                | 1952년 대선 - 46.79% 446,439표          | 무소속           |
| 27                                                               | 30   |                  | 호르헤 알레산드리 (1896.5.19 ~ 1986.8.31) Jorge Alessandri                         | 1958년 11월 3일  | 1964년 11월 3일                | 1958년 대선 - 31.56% 389,909표          | 무소속           |
| 28                                                               | 31   |                  | 에두아르도 프레이 몬탈바 (1911.1.16 ~ 1982.1.22) Eduardo Frei Montalva             | 1964년 11월 3일  | 1970년 11월 3일                | 1964년 대선 - 56.09% 1,409,012표        | 기독민주당       |
| 29                                                               | 32   |                  | 살바도르 아옌데 (1908.6.26 ~ 1973.9.11) Salvador Allende                           | 1970년 11월 3일  | 1973년 9월 11일                | 1970년 대선 - 36.62% 1,070,334표        | 칠레사회당       |
| -                                                                | -    |                  | 아우구스토 피노체트 (1915.11.15 ~ 2006.12.10) Augusto Pinochet                     | 1973년 9월 11일  | 1974년 6월 27일                | 1973년 군사 쿠데타 (군사 평의회 의장)   |                  |
| -                                                                | -    | 1974년 6월 27일  | 아우구스토 피노체트 (1915.11.15 ~ 2006.12.10) Augusto Pinochet                     | 1974년 12월 17일 | 최고 지도자                    |                                         |                  |
| 30                                                               | 33   | 1974년 12월 17일 | 아우구스토 피노체트 (1915.11.15 ~ 2006.12.10) Augusto Pinochet                     | 1981년 3월 11일  |                                |                                         |                  |
| 30                                                               | 34   | 1981년 3월 11일  | 아우구스토 피노체트 (1915.11.15 ~ 2006.12.10) Augusto Pinochet                     | 1989년 3월 11일  | 1980년 헌법 개정 국민투표      |                                         |                  |
| 30                                                               | 35   | 1989년 3월 11일  | 아우구스토 피노체트 (1915.11.15 ~ 2006.12.10) Augusto Pinochet                     | 1990년 3월 11일  |                                |                                         |                  |
| 31                                                               | 36   |                  | 파트리시오 아일윈 (1918.11.26 ~ 2016.04.19) Patricio Aylwin                        | 1990년 3월 11일  | 1994년 3월 11일                | 1989년 대선 - 55.17% 3,850,571표        | 기독민주당       |
| 32                                                               | 37   |                  | 에두아르도 프레이 루이스 타글레 (1942.6.24 ~ ) Eduardo Frei Ruiz-Tagle             | 1994년 3월 11일  | 2000년 3월 11일                | 1993년 대선 - 57.98% 4,040,497표        | 기독민주당       |
| 33                                                               | 38   |                  | 리카르도 라고스 (1938.3.2 ~ ) Ricardo Lagos                                        | 2000년 3월 11일  | 2006년 3월 11일                | 2000년 대선 - 51.31% 3,683,158표        | 민주주의를위한당 |
| 34                                                               | 39   |                  | 미첼 바첼레트 (1951.9.29 ~ ) Michelle Bachelet                                     | 2006년 3월 11일  | 2010년 3월 11일                | 2006년 대선 - 53.5% 3,723,019표         | 칠레사회당       |
| 35                                                               | 40   |                  | 세바스티안 피녜라 (1949.12.1 ~ ) Sebastián Piñera                                  | 2010년 3월 11일  | 2014년 3월 11일                | 2010년 대선 - 51.61% 3,591,182표        | 국가개혁당       |
| 36                                                               | 41   |                  | 미첼 바첼레트 (1951.9.29 ~ ) Michelle Bachelet                                     | 2014년 3월 11일  | 2018년 3월 11일                | 2013년 대선 - 62.17% 3,470,055표        | 칠레사회당       |
| 37                                                               | 42   |                  | 세바스티안 피녜라 (1949.12.1 ~ ) Sebastián Piñera                                  | 2018년 3월 11일  | 2022년 3월 11일                | 2017년 대선 - 54.57% 3,795,896표        | 국가개혁당       |
| 38                                                               | 43   |                  | 가브리엘 보리치 (1986.2.11 ~ ) Gabriel Boric Font                                  | 2022년 3월 11일  | 현임                           | 2021년 대선 - 55.87% 4,620,890표        | 사회융합당       |